# 고양 밥할머니석상
고양 밥할머니석상은 경기도 고양시 덕양구 동산동 창릉 모퉁이 공원에 있는 석상이다. 2006년 11월 1일 고양시의 향토문화재 제46호로 지정되었다.

## 개요
고양시에 있는 유일한 석불로 동산동 창릉 모퉁이 공원에 위치하고 있다. 2004년 12월 정비한 이 공원 내에는 현재 이 석상 이외에도 3기의 비석이 세워져 있다. 총 4기의 석물 중 가장 동북쪽에 위치한 밥할머니석상은 다른 석물과는 달리 북한산을 바라보며 45°정도 옆으로 세워져 있다.
석상의 옆에는 ‘동산동 밥할머니석상 이야기’라는 안내판이 있어 이 석상과 관련된 전설을 기록해두고 있다. 석상은 최근에 만들어진 대좌를 포함하여 총 높이 155.5cm이고 현재 얼굴 부분이 소실된 상태이다. 석상의 팔목과 어깨 등은 매우 풍만하여 전체적으로 얇은 곡선들이 몸을 휘감은 듯 보인다. 수인의 경우 왼손은 시무외인(施無畏印, 팔을 들고 다섯 손가락을 편 상태에서 손바닥을 밖으로 향하는 모습)을 하고 오른손은 약함을 받치고 있다. 입상(立像, 서 있는 모습을 한 동상)으로 생각되는데 무릎아래 부분이 결손되어 정확한 양상은 알 수 없다. 석상의 뒷면은 비교적 평평하게 다듬어져 있는데, 따로 광배를 만들어 받쳤을 가능성이 있다.

## 현지 안내문
고양밥할머니석상은 동산동 삼송택지개발지구 밥할머니공원에 위치하고 있다. 석상은 현재 얼굴 부분이 소실된 상태이다. 석상의 팔목과 어께등은 매우 풍만하여 전체적으로 얇은 곡선들이 몸을 휘감은 듯 보인다. 수인의 경우 왼손은 시무외인(施無畏印)을 하고 오른손은 약함을 받치고 있다. 입상으로 추정되는데 무릎아래 부분이 결손되어 정확한 원형은 알 수 없다. 석상의 뒷면은 비교적 평평하게 다듬어져 있는데. 따로 광배를 만들어 받쳤을 가능성이 있다. 
물론 
조선조 중기 약사 보살상의 모습으로 세워진 여성의병장 밥할머니석상은 당시의 사회적 분위기로 보았을 때 대단한 배려 속에서 유지되었다. 중국의 사신들과 고위관리들이 지나는 의주길(관서대로)에 세워진 밥할머니의 위상은 매우 컸다. 그러나 나라를 일제에 강점당한 후 밥 할머니의 목 부분이 훼손되어 얼굴과 머리 부분을 잃어버리고 말았다. 마을 주민들에 따르면 이 머리 부분을 새로 만들어 드리면 자꾸 마을에 좋지 않은 일이 생기고 옛 모습 그대로 있어야 민속, 문화적 가치가 높아 지금 모습 그대로 모시고 있다고 한다. 
마을 주민들과 후손들로 이루어진 밥할머니 보존회에서 매년 가을에 제향을 모시고 있다.

## 같이 보기
- 고양 동산동 비석군 - 고양시 향토문화재 제47호

## 참고 문헌
- 고양밥할머니석상 - 고양시의 문화관광 - 향토유적